# Stantonia intermediana
Stantonia intermediana är en stekelart som beskrevs av Van Achterberg 1987. Stantonia intermediana ingår i släktet Stantonia och familjen bracksteklar. Inga underarter finns listade i Catalogue of Life.